# Birgit Engell
Birgit Engell (* 18. September 1882 in Berlin; † 28. Juli 1973 in Kopenhagen, Dänemark) war eine dänische Opernsängerin (Sopran).

## Leben
Sie war Schülerin von Giuseppe oder Alfredo Cairati (Zürich) und Elka Gerster. Ihr Debüt gab sie 1909. Ein Engagement in Wiesbaden schloss sich an. Zwischen 1911 und 1926 war sie mit dem deutschen Sänger Hans Erwin Hey (Sohn von Julius Hey) verheiratet. Belegt sind u. a. Auftritte mit dem Leipziger Gewandhausorchester unter Wilhelm Furtwängler und Auftritte in der Carnegie Hall in New York. Im Jahr 1937 wird sie als verdiente Persönlichkeit mit dem Wissenschafts- und Kulturpreis Tagea Brandts Rejselegat ausgezeichnet.